# Rheumaptera scotaria
Rheumaptera scotaria là một loài bướm đêm trong họ Geometridae.